# ژان-باتیست بارونیان
ژان-باتیست بارونیان (ارمنی: [] Error: {{Lang}}: فاقد متن (راهنما); انگلیسی: Jean-Baptiste Baronian؛ زادهٔ ۲۹ آوریل ۱۹۴۲) رمان‌نویس، منتقد ادبی، و نویسنده کودکان ارمنی‌تبار اهل بلژیک است.  

## زندگینامه
وی در ۲۹ آوریل ۱۹۴۲ در آنتورپ، بلژیک به دنیا آمد 